# Cincinnati Time Store
Cincinnati Time Store — розничный магазин, который создал американский анархист-индивидуалист Джосайя Уоррен, чтобы проверить свои теории, основанные на его интерпретации трудовой теории стоимости. Этот экспериментальный магазин действовал в Цинциннати с 18 мая 1827 года по май 1830 года. Считается первым вариантом использования векселей для оплаты труда и первым экспериментом в мютюэлизме.

## История
Магазин был открыт в мае 1827 года на пересечении улиц 5th Street и Elm Street. Чтобы покрыть накладные расходы магазина, все товары, предлагаемые для продажи Уорреном, имели небольшую наценку (от 4 до 7 процентов), что было намного меньше, чем у конкурентов. Расплачиваться за покупку требовалось не деньгами, а обязательством выполнить работу, эквивалентную сумме, проставленной в чеке. Причём рассчитаться таким необычным способом можно было не только за товары, но и за услуги других людей, объявления которых размещались на специальной доске в этом же магазине. Как стандартный эквивалент труда использовалась кукуруза — 12 фунтов (примерно 5 кг) кукурузы можно было обменять на один час труда.
Деятельность магазина оказалась весьма успешной, товары в нём были гораздо дешевле, чем у конкурентов, хотя Уоррен утверждал, что он не пытается противопоставить свой магазин другим, обычным. В этом районе города появился ещё такой же магазин другого собственника. Хотя торговля в магазине шла успешно, оставалась проблема определения количества труда, эквивалентного полученному товару: были сложности в сопоставлении разных видов труда и в определении вознаграждения за него. В мае 1830 года Уоррен отошёл от этого эксперимента, придя к заключению, что он удался.